# سلامة بيولوجية

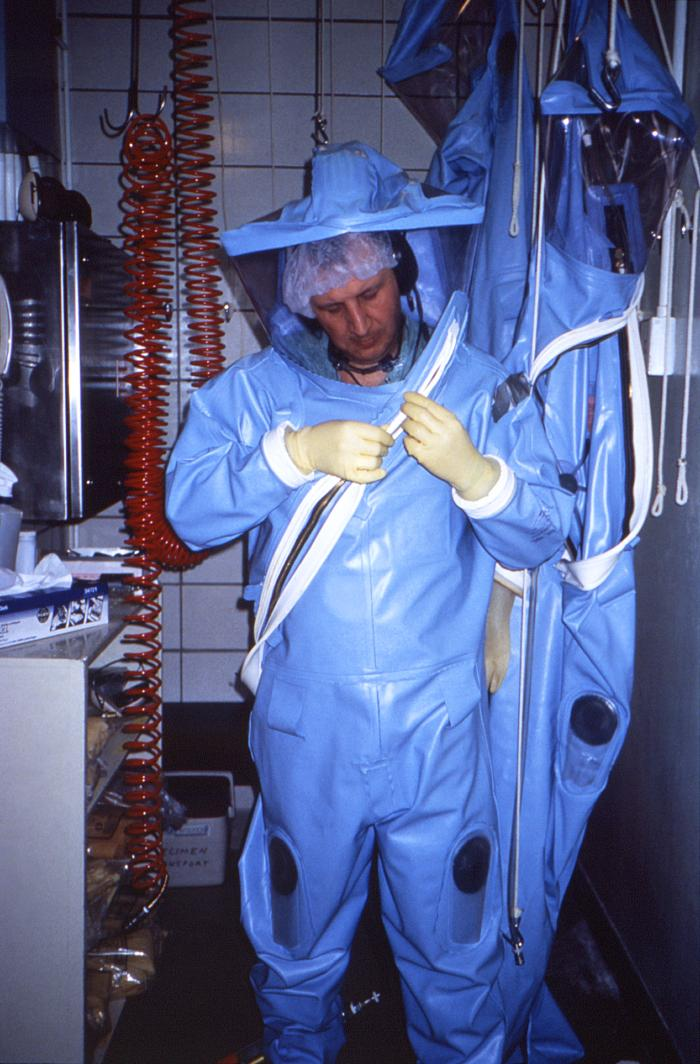

السلامة البيولوجية أو السلامة الأحيائية (بالإنجليزية: Biosafety)‏ هي الوقاية من فقدان الصحة البيولوجية، مع التركيز على علم البيئة وصحة الإنسان على نحو سواء. تتضمن آليات الوقاية هذه إجراء مراجعات منتظمة للسلامة البيولوجية ضمن إعدادات المختبر، بالإضافة إلى إرشادات صارمة يجب اتباعها. تُستخدم السلامة البيولوجية للحماية من الحوادث الضارة. تستخدم العديد من المختبرات التي تتعامل مع المخاطر البيولوجية عملية تقييم وتنفيذ مستمرة لإدارة السلامة البيولوجية. يمكن أن يؤدي عدم اتباع هذه البروتوكولات إلى زيادة خطر التعرض للأخطار البيولوجية أو مسببات الأمراض. يساهم الخطأ البشري والتقنيات الرديئة في التعرض غير الضروري لهذه الأخطار وإضعاف التدابير الوقائية المُتخذة للحماية من الخطر.
يتناول بروتوكول قرطاجنة بشأن السلامة الأحيائية التعريف الزراعي في المقام الأول، ولكن تسعى العديد من جماعات الضغط إلى توسيع نطاقه ليشمل تهديدات التعديل الجيني: جزيئات جديدة، وأشكال الحياة الاصطناعية، وروبوتات قد تنافس مباشرة في السلسلة الغذائية الطبيعية.
قد تتطلب السلامة البيولوجية في الزراعة والكيمياء والطب وبيولوجيا الفضاء وغيرها تطبيق المبدأ الوقائي، وتعريفًا جديدًا يركز على الطبيعة البيولوجية للكائن المهدّد بدلًا من طبيعة التهديد.
عندما يُنظر في الحرب البيولوجية أو التهديدات الجديدة، الافتراضية حاليًا (أي الروبوتات والبكتيريا الاصطناعية الجديدة)، لا تُعد احتياطات السلامة البيولوجية كافية بشكل عام. يعالج مجال الأمن البيولوجي الجديد هذه التهديدات المعقدة.
يشير مستوى السلامة البيولوجية إلى التشديد على احتياطات الاحتواء الحيوي التي تعتبر ضرورية من قبل مراكز مكافحة الأمراض واتقائها للعمل مع المواد المعدية في المختبرات.
بشكل عام، يكون للمؤسسات التي تجري تجارب على مواد بيولوجية ضارة أو تنتجها، لجنة أو مجلس من المشرفين يتولى مسؤولية السلامة البيولوجية للمؤسسة. وهي تنشئ وتراقب معايير السلامة البيولوجية التي يجب أن تلبيها المعامل لمنع الانبعاث العرضي للمواد البيولوجية التي قد تكون مدمرة. في الولايات المتحدة، تشارك عدة مجموعات وتبذل الجهود لتحسين العمليات الخاصة بالمختبرات التي تديرها الحكومة، لكن لا توجد سلطة تنظيمية موحدة لجميع المختبرات.
ترتبط السلامة البيولوجية بعدة مجالات:
- في علم البيئة (تشير إلى أشكال الحياة الواردة من خارج حدود المناطق البيئية)،
- في الزراعة (الحد من مخاطر الجينات الغريبة الفيروسية أو المعدلة وراثيًا، أو الهندسة الوراثية أو البريونات مثل مرض جنون البقر، والحد من خطر التلوث الغذائي الجرثومي)،
- في الطب (تشير إلى الأعضاء أو الأنسجة من أصل بيولوجي، أو منتجات العلاج الوراثي، والفيروسات؛ تُقاس مستويات بروتوكولات الاحتواء المخبري بالقيم 1، 2، 3، 4، إذ يزداد الرقم بازدياد الخطر)،
- في الكيمياء (وجود النترات في الماء، ومستويات ثنائي الفينيل متعدد الكلور التي تؤثر على الخصوبة)،
- في علم الأحياء الفلكي (سياسة وكالة ناسا لاحتواء الميكروبات الغريبة التي قد توجد في عينات الفضاء)،
- في علم الأحياء التركيبي (تشير إلى المخاطر المرتبطة بهذا النوع من الممارسة المخبرية).

## المخاطر
تشمل المخاطر الكيميائية التي توجد عادةً في البيئات المخبرية المواد المسرطنة والذيفانات والمهيجات والمواد الأكالة والمواد المثيرة للحساسية. تشمل المخاطر البيولوجية الفيروسات والبكتيريا والفطريات والبريونات والذيفانات البيولوجية التي قد تكون موجودة في سوائل وأنسجة الجسم وعينات زرع الخلايا والحيوانات المخبرية. تشمل طرق التعرض للمخاطر الكيميائية والبيولوجية الاستنشاق والابتلاع والتماس مع الجلد والعين.
تتضمن المخاطر الفيزيائية المخاطر البشرية والإشعاعات المؤينة وغير المؤينة والمخاطر الضوضائية. تشمل مخاطر السلامة الإضافية الحروق والجروح الناتجة عن الموصدات والإصابات الناتجة عن أجهزة الطرد المركزي وتسرب الغازات المضغوطة والحروق الباردة نتيجة التبريد العميق، والمخاطر الكهربائية والحرائق والإصابات الناجمة عن الآلات وحوادث السقوط.

## في الطب وإعدادات الرعاية الصحية والمختبرات
تشير السلامة البيولوجية، في إعدادات الطب والرعاية الصحية، بالتحديد إلى التعامل السليم مع الأعضاء أو الأنسجة من أصل بيولوجي أو منتجات العلاج الوراثي والفيروسات فيما يتعلق بالبيئة، لضمان سلامة العاملين في مجال الرعاية الصحية والباحثين والمخبريين والمرضى وعامة الناس. يتحدد مستوى السلامة البيولوجية في المختبرات من 1 إلى 4 بناءً على مستوى المخاطر البيولوجية المحتملة. تكون سلطة التوظيف، الذي يحددها مدير المختبر، مسؤولة عن ضمان الرقابة الكافية لصحة العاملين في المختبر. الهدف من هذه الرقابة هو رصد الأمراض المكتسبة ضمن البيئة المهنية. تعزو منظمة الصحة العالمية الخطأ البشري والتقنيات الرديئة كسبب رئيسي لسوء التعامل مع المواد البيولوجية الخطرة.
أصبحت السلامة البيولوجية أيضًا مصدر قلق عالمي وتتطلب موارد متعددة المستويات وتعاونًا دوليًا لرصد ومنع وإصلاح حوادث الانبعاث غير المقصودة والمقصودة وأيضًا لمنع حصول الإرهابيين البيولوجيين على عينة من المستحضرات البيولوجية لصنع أسلحة بيولوجية واستخدامها لعمليات التدمير الشامل. يجب أن يشارك الجميع، حتى الأشخاص خارج القطاع الصحي، كما في حالة تفشي فيروس إيبولا، إذ تطلب التأثير الذي أحدثه على الأعمال والسفر أن تخصص القطاعات الخاصة مع البنوك الدولية معًا أكثر من ملياري دولار لمكافحة الوباء. يُعد مكتب الأمن الدولي للحد من الانتشار مسؤولًا عن إدارة مجموعة واسعة من سياسات الولايات المتحدة وبرامجها واتفاقياتها ومبادراتها المتعلقة بعدم الانتشار، وتُعد الأسلحة البيولوجية أحد شواغلهم. للسلامة البيولوجية مخاطرها وفوائدها. يجب على جميع أصحاب المصالح محاولة إيجاد توازن بين فعالية تكاليف تدابير السلامة واستخدام ممارسات وتوصيات السلامة القائمة على الأدلة، وقياس النتائج وإعادة تقييم الفوائد المحتملة التي تمثلها السلامة البيولوجية على صحة الإنسان باستمرار. تستند تعيينات مستويات السلامة البيولوجية إلى مجموعة من ميزات التصميم والبناء ومرافق الاحتواء والمعدات والممارسات والإجراءات التشغيلية اللازمة للعمل مع وكلاء من مختلف مجموعات المخاطر.
تصنيف المواد الحيوية هو أمر شخصي وتُقيم المخاطر من قبل الأفراد الأكثر دراية بخصائص الكائن الحي. هناك العديد من العوامل التي تؤخذ في عين الاعتبار عند تقييم الكائن الحي وعملية التصنيف.
- مجموعة الخطر 1: (مخاطر معدومة أو قليلة على الفرد والمجتمع) حالة ميكروب من غير المرجح أن يسبب أمراضًا بشرية أو حيوانية.[8]
- مجموعة الخطر 2: (مخاطر متوسطة على الفرد، مخاطر قليلة على المجتمع) عامل ممرض قد يسبب مرضًا بشريًا أو حيوانيًا لكن من غير المحتمل أن يشكل مخاطر شديدة على المخبريين أو المجتمع أو الماشية أو البيئة. قد يسبب التعرض في المختبر حدوث عدوى خطيرة، لكن العلاج الفعال والتدابير الوقائية متاحة ومخاطر انتشار العدوى محدودة.[6]
- مجموعة الخطر 3: (مخاطر كبيرة على الفرد، مخاطر قليلة على المجتمع) عامل ممرض يشبب عادةً مرضًا بشريًا أو حيوانيًا خطيرًا لكنه لا ينتشر عادةً من فرد مصاب إلى آخر. العلاج الفعال والتدابير الوقائية المتاحة.[6]
- مجموعة الخطر 4: (مخاطر كبيرة على الفرد والمجتمع) عامل ممرض يسبب عادة مرضًا بشريًا أو حيوانيًا خطيرًا ويمكن أن ينتقل بسهولة من فرد لآخر، بشكل مباشر أو غير مباشر. العلاج الفعال والتدابير الوقائية ليست متاحة عادةً.[6]

أظهرت الأبحاث أن هناك المئات من حوادث السلامة البيولوجية غير المبلغ عنها، إذ تمارس المختبرات رقابة ذاتية على المواد البيولوجية الخطرة دون الإبلاغ عنها. يؤدي سوء حفظ السجلات والتخلص غير السليم منها وسوء التعامل مع المواد البيولوجية الخطرة إلى زيادة مخاطر التلوث الكيميائي على البشر والبيئة.
إلى جانب الاحتياطات التي تُتخذ أثناء التعامل مع المواد الخطرة بيولوجيًا، توصي منظمة الصحة العالمية بما يلي: ينبغي أن يتضمن تدريب الموظفين دائمًا معلومات عن الطرق الآمنة للإجراءات شديدة الخطورة التي يصادفها جميع المخبريين، والتي تشمل:
1. مخاطر الاستنشاق.
2. سحب العينات، أخذ عينات الدم/المصل، وما إلى ذلك.
3. مخاطر الابتلاع عند التعامل مع العينات مثلا.
4. مخاطر التعرض عن طريق الجلد عند استخدام المحاقن والإبر
5. العض والخدش عند التعامل مع الحيوانات.
6. التعامل مع الدم وغيرها من المواد المرضية التي يحتمل أن تكون خطرة.
7. تطهير والتخلص من المواد المعدية.

## إدارة السلامة البيولوجية في المختبر
أولا من مسؤولية مدير المختبر (الشخص الذي يتحمل مسؤولية المختبر مباشرة) ضمان وضع واعتماد خطة إدارة السلامة البيولوجية وكتيب السلامة أو العمليات. النقطة الثانية المهمة هو أن ينبغي على مشرف المختبر (الذي يقدم تقاريره إلى مدير المختبر) ضمان توفير تدريب منتظم في مجال سلامة المختبر.
ثالثا ينبغي تنبيه الموظفين بشكل خاص إلى المخاطر الخاصة والمطلوب منهم قراءة كتيب السلامة أو العمليات واتباع الممارسات والإجراءات القياسية. يجب على مشرف المختبر التأكد من فهم جميع الموظفين لهذه الأمور. يجب أن تكون نسخة من كتيب السلامة أو العمليات متاحة في المختبر.
النقطة الرابعة يجب وجود برنامج لمكافحة الحشرات والقوارض، واخرنقطة مهمة يجب توفير التقييم الطبي المناسب والمراقبة والعلاج لجميع الموظفين في حالة الحاجة، ويجب الاحتفاظ بسجلات طبية كافية.

### مناطق العمل في المختبر
1. يجب الحفاظ على نظافة المختبر وترتيبه وخلوه من المواد غير ذات الصلة بالعمل.[11]
2. يجب تطهير أسطح العمل بعد أي انسكاب لمادة خطرة محتملة وفي نهاية يوم العمل.
3. يجب تطهير جميع المواد الملوثة والعينات والمزارع قبل التخلص منها أو تنظيفها لإعادة استخدامها.[11]
4. يجب أن تتبع التعبئة والنقل اللوائح الوطنية و/أو الدولية المعمول بها.
5. عندما يمكن فتح النوافذ، يجب تزويدها بشاشات مقاومة للمفصاليات.[11]